# Cedrova zakopanka
Cedrova zakopanka (znanstveno ime Geopora sumneriana) je gliva iz rodu zakopank (Geopora).

## Značilnosti
Cedrove zakopanke rastejo več mesecev kot podzemne kroglice, nato pa se prebijejo skozi površino zemlje in se razcepijo na 5 do 8 nepravilnih krakov na dnu pa ostane skodelica z svetlo notranjostjo. Celotna oblika spominja na krono. Trosi se razvijajo na notranji svetli strani. Zunanja sterilna ovojnica je rdečkasto rjave barve in je prekrita z drobnimi vlakni.
Tako kot vsi podobni skledarji ima krhko meso.

## Razširjenost in življenjski prostor
Raste od januarja do maja. Mikorizna vrsta, ki uspeva pod cedrami. V Sloveniji je redka in ni avtohtona, ker je bila vnešena skupaj s sadikami ceder.

## Mikroskopske značilnosti
Trosni prah je bel. Trosi so gladki in vretenaste oblike. Ponavadi ima vsak po dve oljni kapljici. Velikost: 27-37 x 13-16µm.

## Podobne vrste
- zvezdasta čaša (Sarcosphaera coronaria) ima vijoličast nadih in je zelo strupena.
- peščinska zakopanka (Geopora arenosa) je manjša in raste na peščenih podlagah.

## Uporabnost
Strupena. Vsekakor je zaradi redkosti in majhnosti ni priporočljivo nabirati.

## Galerija slik
- Mlada goba
- Razprta goba in njena spodnja stran
- Mešiček z 8 trosi
- Trosi s parom oljnih kapljic